# أورينسي (مقاطعة)
مقاطعة أورينسي (بالإسبانية: Orense) هي مقاطعة إسبانية تقع في شمال غرب الدولة، تقع ضمن حدود منطقة جليقية. عاصمتها هي مدينة أورينسي، تنقسم المقاطعة إلى 92 بلدية.

## الجغرافيا
تقع مقاطعة أورينسي في شمال غرب إسبانيا تحدها من الشمال مقاطعة لك، ومن الجنوب البرتغال، ومن الشرق مقاطعة ليون ومقاطعة سمورة، ومن الغرب مقاطعة بونتيفيدرا. تبلغ مساحة مقاطعة أورينسي 7.273 كم².

## الديموغرافيا
يبلغ عدد سكان مقاطعة أورينسي 333.257 نسمة عام 2011 (وفقاً للمعهد الوطني للإحصاء الإسباني).
فيما يلي قائمة أكبر البلديات من حيث عدد السكان (بتاريخ 1 يناير 2011):
1. أورينسي 108.002 نسمة
2. فيرين 14.633 نسمة
3. كارباينو 14.145 نسمة
4. إل باركو دي فالديوراس 14.123 نسمة
5. خينثو دي ليميا 10.329 نسمة
6. بارباداس 9.731 نسمة
7. بيريرو دي أغيار 6.184 نسمة
8. أياريث 5.985 نسمة
9. ثيلانوفا 5.906 نسمة
10. ريبادافيا 5.459 نسمة